# Alexander Koblenz
Alexander Koblenz (lettisch Aleksandrs Koblencs; * 3. September 1916 in Riga; † 8. Dezember 1993 in Berlin) war ein lettischer Schachspieler, -trainer und -journalist.

## Turnierschach
1937 gewann Koblenz das Schachturnier von Brünn (Turnierbuch von J. Bárta: Mezinárodní sachový turnaj v Brne 1937).
Alexander Koblenz gewann 1941, 1945, 1946 und 1949 viermal die Meisterschaft von Lettland.

## Schachtrainer
Koblenz war langjähriger Trainer und Berater von Michail Tal, unter anderem bei dessen WM-Kampf 1960 gegen Botwinnik. Auch betreute er die UdSSR-Mannschaft bei der Schacholympiade 1956 in Moskau und 1960 in Leipzig.

## Schachautor und -journalist
Koblenz verfasste mehrere, in viele Sprachen übersetzte Trainings- und Lehrbücher. Zu seinen einflussreichsten Lehrwerken wurden Schachtraining (in deutscher Übersetzung erstmals 1978) und Schachstrategie (in deutscher Übersetzung erstmals 1982), die beide in immer neuen Auflagen erschienen. Seine 1987 veröffentlichte Autobiografie trägt den Titel Schach lebenslänglich. Mehrere Jahre war er Redakteur der lettischen Schachzeitschrift Šahs. Seit 1991 war er in Berlin Chefredakteur der Zeitschrift Schach-Journal.

## Schriften in deutscher Übersetzung (Auswahl)
- Schachtraining. Der Weg zum Erfolg. de Gruyter, Berlin 1978; Neuausgabe: Joachim Beyer Verlag, Eltmann 2017, ISBN 978-3-95920-060-8.
- Schachtraining mit Exweltmeister Tal. Rau, Düsseldorf 1978.
- Schach-Kombinationen. Franckh, Stuttgart 1980.
- Lehrbuch der Schachtaktik Bd. 2, Sportverlag, Berlin, 4 Auflagen 1972, 1974, 1977, 1981.
- Lehrbuch der Schachstrategie Bd. 1, Sportverlag, Berlin, 3 Auflagen 1972, 1975, 1980.
- Schachstrategie. Ein Intensivkurs mit Übungen und ausführlichen Lösungen. Falken-Verlag, Niedernhausen 1982.
- Der Weg zum Erfolg, 2 Bände. Sportverlag, Berlin 1982 (Bd. 1) und 1983 (Bd. 2).
- Schach lebenslänglich. Erinnerungen eines Erfolgstrainers. de Gruyter, Berlin 1987, ISBN 3-11-010183-1; 3. Aufl.: Joachim Beyer Verlag, Eltmann 2015, ISBN 978-3-940417-82-4.
- Schach positionell. Sportverlag, Berlin 1991.
- Schach spielend leicht kombinieren. Sportverlag, Berlin 1991.
- Schach richtig analysieren. Sportverlag, Berlin 1993.